# Australisk fotboll på Nauru

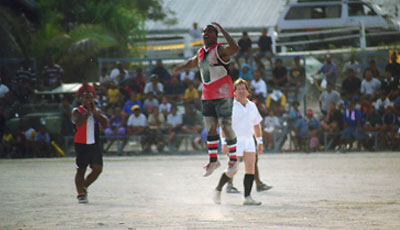
Final i Aiwo år 1999.

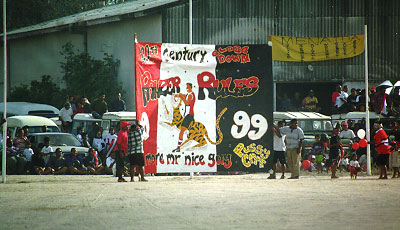
Fanplakat för att stötta laget Panzer Saints före finalen år 1999.

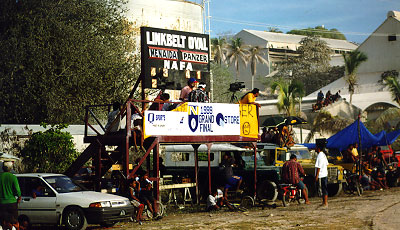
Linkbelt Oval före den stora finalen år 1999.

Australisk fotboll har en lång historia på Nauru. Naurisk historia inom sporten började på 1930-talet, då studenter från ön introducerades i sporten vid skolor i Victoria. Den är den mest utövade sporten i östaten och räknas som dess nationalsport, vid sidan om tyngdlyftning.

## Översikt
Det finns ett nauriskt mästerskap i sporten, som drivs av förbundet Nauru Australian Football Association (NAFA). NAFA håller till vid Linkbelt Oval, som förr i tiden var den enda fotbollsarenan på Nauru. NAFA består av en president, en sekreterare, en kassör och en representant från varje lag. Presidenten blir, i likhet med landets president, vald för en tidsperiod på tre år. Fram till år 1999 var Valdon Dowiyogo president.
Den nauriska regeringen stöttar för det mesta tyngdlyftning, då det är den sport som uppnått störst internationell framgång. Australisk fotboll och golf är de enda andra idrotterna som stöttas, men i mindre grad än tyngdlyftning. Då det inte finns många andra alternativ till fritidsaktiviteter, är australisk fotboll mycket populärt på Nauru, och nästan alla landets invånare deltar, antingen som spelare eller åskådare. Nauruerna är också intresserade av det australiska mästerskapet, och följer med på de ökända matcherna på tv. Det är inte möjligt att se de lokala matcherna på tv, då NAFA inte har råd med finansieringen, samt att intresset för naurisk australisk fotboll är minimalt internationellt sett.

## Historia
Första gången australisk fotboll spelades av nauruerna var på 1930-talet, av elever på skolan Victoria i Melbourne. Bland dessa var Hammer DeRoburt, som senare skulle leda Nauru till framtiden för idrotten. Skolorna Victoria och Geelong i Melbourne var populära skolor för nauruerna, som innan andra världskriget inte hade andra utbildningsalternativ än förskola.
Då DeRoburt kom tillbaka från Geelong, introducerade han australisk fotboll i Nauru, och det blev snabbt en mycket populär sport. Han var en stor åskådare av Geelongs lag, The Cats, och varje gång han var i Melbourne såg han en Cats-match.
År 1994 räddade Kinza Clodumar, på den tiden president i Nauru Insurance Corporation, laget Fitzroy Lions från konkurs med ett sjuårigt miljonkontrakt.
Mellan 1987 och 1999 blev det nauriska mästerskapet dominerat av Menaida Tigers, som vann alla seriespelen dessa år. År 1997 var det inget mästerskap i Nauru, men landet sände ändå ett U14-lag till Queensland Junior State Championships, och landet vann alla de fyra kamperna de spelade. Efter det blev Paner Baguga, då den bästa U18-spelaren, skickad till det australiska laget Morningside för att spela i Queensland State Football League. År 2001 var det på nytt inte något nationellt mästerskap.

## Mästerskap och lag

### Landslaget
År 1995 deltog det nauriska landslaget i australisk fotboll i Arafura Games i Darwin, och vann brons där. Fregattfågeln (som laget kallades) blev utslagna av den tidigare Geelong Cats-spelaren Mark Yeates.
I mars 2000 deltog landslaget, nu kallat The Chiefs i Web Sports Cup i Queensland, och vann mot landslagen från Samoa och Australien. De återupptog framgången året därpå, och vann guld i Arafure Games år 2001.

### Lag i mästerskapet

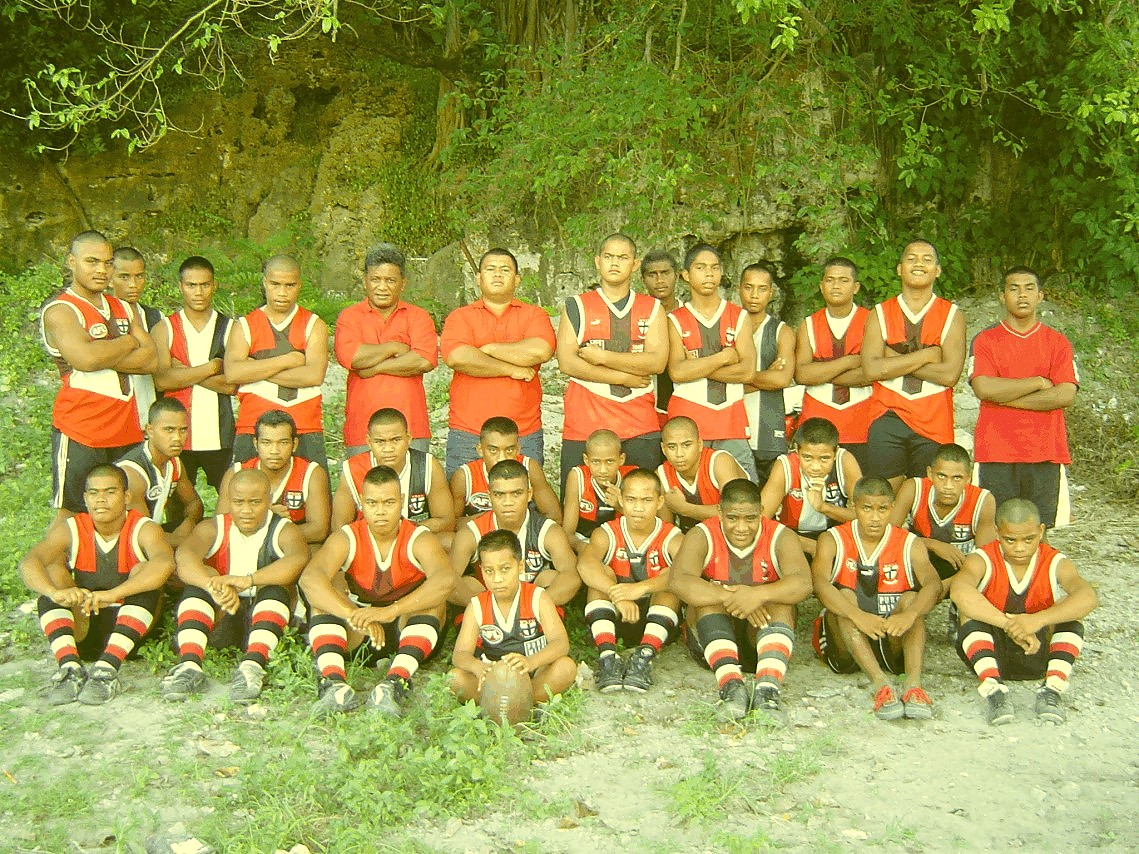
Panzer Saints' U17-lag år 2003.

- Menaida Tigers är mästerskapets mest framgångsrika lag. De vann alla tolv mästerskap mellan 1987 och 1999 (år 1997 blev det inte något mästerskap). Laget kommer från Bauda och Aiwo, och spelar för kraftverket. Deras tidigare namn var Linkbelt Tigers. Tidigare presidenten René Harris är ett stort fan, som tidigare också var lagets sponsor. Laget har också hundratals med fans.
- Panzer Saints är det näst största laget i mästerskapet, och vann mästerskapet år 1986 och 2000. Tidigare spelade landslagstränaren Wes Iling i laget, och Paner Baguga. Saints kommer från Meneng, och är mycket populära i det distriktet. Deras U17-lag vann år 2003 U17-mästerskapet.
- Blues från Anabar och Anetan är ett mindre framgångsrikt lag. En välkänd tidigare spelare är Sean Oppenheimer, grundläggaren av landets juniormästerskap, samt dess största privata firma, Capelle & Partner. Blues' U14-lag vann det första juniormästerskapet år 1999 i finalen mot Ubenited. År 2000 var de i finalen i elitserien, mot Panzer Saints, men dessa vann överlägset.
- Ubenited Power är ett lag som blivit sammanslaget av de tidigare lagen Ubenide Power och Ubenited. Bland annat har Valdon Dowiyogo spelat för laget. De kommer från Ubenideregionen, och är det enda laget som deltagit i varje mästerskap. U17-laget står för lagets största framgång då de vann mästerskapet år 2000.
- Aces är ett lag utan ambitioner, som troligtvis kommer från Anetan. Spelarna de har haft är bland annat Wes Illing och Marcus Stephen, den mest framgångsrika nauriska tyngdlyftaren.
- Supercats eller bara Cats, är ett nationellt lag utan hemdistrikt, vars namn kommer från Geelong Cats, ett australiskt lag som många nauruer har spelat i. Supercats hade år 1996 två australiska U19-spelare i laget.
- Boe Lions kommer, som namnet avslöjar, från Boe. Namnet kommer från det australiska laget Fitzroy Lions, och har en stor fansskala i Kinza Clodumar. Deras största framgång hittills är förstaplatsen i U14-mästerskapen år 2000.

Det finns ingen information om de övriga lagen Esso, Eagles, Frigates och Yaren Magpies.
Säsongen varar från maj till december. Mästerskapet är till viss del avskärmad från utländsk påverkan, det händer mycket sällan att utländska spelare deltar och sedan 1989 har endast sex australiska spelare deltagit. Andra utlänningar som spelat i mästerskapen kommer från Kiribati, Tuvalu och Fiji. Nauriska spelare i utländska mästerskap är också en sällsynt syn; hittills är det bara Paner Baguga som spelat professionellt i utlandet.

### Seniormästerskapet
Seniormästerskapet består av en elitdivision med sju lag, och en reservdivision med fem lag. Endast två matcher kan spelas varje vecka, då Linkbelt Oval är det enda stadion som är anpassat för australisk fotboll. Meneñ stadion är inte färdigbyggd, och Denigstadion är inte en fotbollsstadion.
| Lag            | Dräktfärger               | Valkrets(ar)   |
| -------------- | ------------------------- | -------------- |
| Menaida Tigers | Svart och gult            | Aiwo, Buada    |
| Panzer Saints  | Röd, vitt och svart       | Meneng         |
| Blues          | Blått och vitt            | Anabar, Anetan |
| Ubenited Power | Vitt och svart            | Ubenide        |
| Boe Lions      | Brunt, guldfärg och blått | Boe            |
| Aces           | ?                         | (Anetan?)      |
| Supercats      | Blått och vitt            | –              |

| Lag            | Dräktfärger    | Valkrets(ar) |
| -------------- | -------------- | ------------ |
| Eagles         | ?              | ?            |
| Ubenited Power | Vitt och svart | Ubenide      |
| Esso           | Gult och svart | Aiwo, Buada  |
| Yaren Magpies  | Svart och vitt | Yaren        |
| Frigates       | ?              | ?            |

### Juniormästerskapet
NAFA organiserar inte längre några juniormästerskap. De organiserade tidigare en U16-liga, men den är idag avslutad.
Mästerskapet för U17-, U14- och U11-lag organiseras av Nauru Mini Football Federation (NMFF), som inte är anknuten till NAFA. NMFF blev stiftad av Sean Oppenheimer, en tidigare Blues-spelare, och styrelsemedlem i firman Capelle & Partner. Oppenheimer försökte få NAFA att starta juniormästerskap - han hade till och med sponsoravtal värda $ 3 000, man de avslog förslaget.
På grund av detta startade Oppenheimer ett liknande, självständigt, U14-mästerskap år 1999. Capelle & Partner sponsrade med bollar, kläder, troféer och liknande saker. De möttes varje vecka för att planlägga mästerskapet. De hade räknat med att det var två lag, men istället för de 36 spelare som då hade varit nödvändigt, anmälde hela 400 ungdomar sig.
Då mästerskapen blev en framgång, ville NAFA bli involverade igen, men NMFF nekade. Befolkningen stöttade det nya juniormästerskapet, och matcherna var välbesökta. Linkbelt Oval, den enda ordentliga arenan för australisk fotboll, ägdes av NAFA, så juniorlaget blev tvungna att spela på en plan i Ewa, nära Capelle & Partners huvudkvarter.
I juniormästerskapets första final var 500 åskådare samlade, och fick se Blues slå Ubenited Power. År 2000 blev det också upprättat ett U11- och ett U17-mästerskap, båda organiserade av NMFF. NAFA organiserar fortfarande endast seniormästerskapet.
| U11            | U14            | U17            |
| -------------- | -------------- | -------------- |
| Aces           | Aces           | Aces           |
| Panzer Saints  | Panzer Saints  | Panzer Saints  |
| Menaida Tigers | Menaida Tigers | Menaida Tigers |
| Boe Lions      | Boe Lions      |                |
| Blues          | Blues          | Blues          |
| Ubenited Power | Ubenited Power | Ubenited Power |

## Dömning och sponsring
Det finns ingen officiell domare. De sex domare som krävs för att spela australisk fotboll är endast spelare utan uniform som ställer upp i vita kläder.
NAFA:s huvudsponsor är Q Store, en dagligvarubutik som sponsrar pokalerna. En av premierna är en flygresa till Australien med Air Nauru, öns flygbolag, som för övrigt är NAFA:s näst största sponsor.

## Källhänvisningar
Den här artikeln är helt eller delvis baserad på material från en annan språkversion av Wikipedia.
1. ↑  "Nauru". Arkiverad 19 augusti 2014 hämtat från the Wayback Machine. Aflcommunityclub.com.au. Läst 17 augusti 2014. (engelska)